# 上杉顯房
上杉顯房（1435年—1455年2月10日）是室町時代武將和守護大名。相模守護。扇谷上杉家當主。上杉持朝嫡男。弟弟有三浦高救、定正、朝昌。兒子有政真，女兒是千葉實胤的正室。官位是彈正少弼、修理大夫。通稱三郎。法名是長源院。
寶德元年（1449年），在被消滅的足利持氏遺兒永壽王（足利成氏）復歸成為鎌倉公方之際，因為父親持朝隱居而繼承扇谷家的家督。受家宰太田資清輔助。在成氏殺害關東管領上杉憲忠（山內上杉家）並引發享德之亂時，作為上杉氏的一門與上杉憲顯（犬懸上杉家）和長尾景仲（白井長尾氏）等人一同率軍在相模江之島等地與成氏戰鬥，但是在武藏分倍河原之戰中敗北並自殺。
因為兒子政真年幼，所以扇谷上杉家由父親持朝復歸成為當主。